# El meu nom és Bach
El meu nom és Bach (títol original: Mein Name ist Bach) és una pel·lícula franco-germano- suíssa dirigida per Dominique de Rivaz, estrenada l'any 2004 que narra la trobada de Johann Sebastian Bach i de Frederic II de Prússia l'any 1747 al l'inici de la composició de l'Ofrena musical. Ha estat doblada al català.

## Argument
El film narra la trobada el 7 de maig de 1747 a Potsdam entre el compositor Johann Sebastian Bach de 62 anys amb el rei de Prússia de 33 anys en el transcurs de la qual aquest hauria imaginat el tema de l'Ofrena musical.
Aquesta trobada és un fet testificat pels periòdics de l'època, recordat pel mateix Frédéric II i pels fills de Bach.
No obstant això, alguns punts d'aquesta trobada queden incerts. El rei va tocar íntegrament el tema ? Aquest va ser modificat, completat o imaginat totalment per Bach?
El film proposa una versió intermèdia entre aquestes dos extrems, tema reial o composició de Bach.
Una de les primeres escenes situades un dia abans del 7 de maig presenta el rei imaginant, amb proves successives a la flauta, el tema que proposarà.
Aquest inici per algunes notes indecises al teclat de Frederic II en el transcurs de la trobada és immediatament reprès i completat per Bach.
Johann Sebastian Bach s'oposa a continuació a la petició del rei d'improvisar una fuga a 6 veus.
S'assisteix abans d'aquesta escena central a la prova per Johann Sebastian Bach de nous piano-forte del constructor Johann Gottfried Silbermann.
El compositor els troba qualitats però els considera encara molt imperfectes.
Al voltant d'aquesta trobada té lloc una intriga complexa que posa en escena la família del rei i la del músic, dos fills de Johann Sebastian, Wilhelm Friedemann i Carl Philipp Emanuel, compositors al tribunal de Potsdam, acompanyants del rei flautista, la seva nora Johanna, la germana del rei Anna Amèlia, el seu pare Frederic Guillem I de Prússia, el compositor Johann Joachim Quantz.

## Repartiment
- Vadim Glowna: Johann Sebastian Bach
- Jürgen Vogel: Frederic II de Prússia
- Anatole Taubman: Wilhelm Friedemann Bach
- Karoline Herfurth: la princesa Anna Amèlia
- Philippe Vuilleumier: Johann Joachim Quantz
- Michel Cassagne: Voltaire
- Gilles Tschudi: el secretari Goltz
- Patrice-Luc Doumeyrou: Maupertuis
- Antje Westermann: Johanna Bach

## Rodatge
El film és il·lustrat amb música de l'època (del mateix rei, de Johann Joachim Quantz, i de Carl-Philipp-Emmanuel) i banyat pel tema de l'Ofrena musical base de la composició original de Frédéric Devreese.

## Premi
L'any 2004, el film va assolit el Premi del cinema suís en la categoria millor film i millor actor Gilles Tschudi, una nominació en la categoria millor segon paper per a Anatole Taubman.